# Valdis Muižnieks
Valdis Muižnieks (ur. 22 lutego 1935 w Rydze, zm. 29 listopada 2013) – łotewski koszykarz. W barwach ZSRR trzykrotny srebrny medalista olimpijski.
Występował na pozycji rzucającego obrońcy. W karierze był związany m.in. z klubami ASK i VEF Ryga. W barwach pierwszego klubu m.in. był czterokrotnie mistrzem ZSRR (1955-1958) i trzykrotnie zdobywał Puchar Europy Mistrzów Krajowych (1958, 1959 i 1960). Z reprezentacją ZSRR trzykrotnie sięgał po srebro igrzysk olimpijskich (1956, 1960 i 1964) oraz również trzykrotnie był mistrzem Europy (1957, 1959, 1961).